# Wie is de Mol?
Wie is de Mol? is een Nederlands televisieprogramma dat wordt uitgezonden door de publieke omroep AVROTROS (tot en met 2014 door de AVRO) en wordt geproduceerd door productiemaatschappij IDTV. Het programma is een remake van het Vlaamse televisieprogramma De Mol, dat is gemaakt door productiehuis Woestijnvis. Het is een spelprogramma waarbij de kandidaten moeten samenwerken om tijdens opdrachten geld voor een pot te verdienen. Een van hen is de Mol, die het spel in het geheim saboteert en er op deze manier voor zorgt dat er zo min mogelijk geld in de pot komt. Degene die er uiteindelijk achter komt wie deze saboteur is, wint de pot. Wie is de Mol? behoort tot de bestbekeken programma's van de Nederlandse televisie.
Wie is de Mol? wordt aan het begin van elk kalenderjaar uitgezonden. Het wordt uitgezonden in de maanden januari en februari en eindigt begin maart. Het programma start sinds 2016 op de eerste zaterdag van het kalenderjaar. Daarvoor was dat op de eerste donderdag van het kalenderjaar. De opnames vinden in de zomer van het jaar ervoor plaats, in augustus-september (tot 2020 in het voorjaar van het jaar ervoor, in mei-juni). Het programma wordt in oktober aangekondigd en de kandidaten en het opnameland worden meestal in de maand november bekendgemaakt m.u.v. 2021, toen werden de kandidaten al in augustus bekendgemaakt omdat de kijkers live konden meekijken met de opnames tijdens de eerste eliminatie en daarbij moesten stemmen op degene die ze het minst en het meest verdacht vonden.

## Geschiedenis
Het reality-spelprogramma De Mol werd in 1999 door het Belgische productiehuis Woestijnvis geproduceerd naar het idee van haar programmamakers Bart De Pauw, Tom Lenaerts, Michiel Devlieger en Michel Vanhove. Het werd uitgezonden door de publieke omroep VRT en haalde meteen hoge kijkcijfers. In 2000 won het programma de prestigieuze Rose d'Or op het televisiefestival van Montreux. Het format is aan meer dan vijftig landen verkocht, waaronder Nederland, waar het wordt uitgezonden als "Wie is de Mol?".
Van 1999 tot en met 2003 werd de serie met onbekende Nederlanders gespeeld. Sinds 2005 (seizoen 5) wordt het spel met bekende Nederlanders gespeeld. Desondanks werd er in de zomer van 2024 opnieuw een seizoen met onbekende Nederlanders uitgezonden. Dit seizoen werd echter niet uitgezonden op NPO 1, maar via NPO Start.
In 2013 kwam Wie is de Mol? in het nieuws omdat Janine Abbring tijdens haar deelname aan het programma door een ongeluk letsel opliep (een verbrijzelde ruggenwervel).
Vanaf seizoen 13 begon Wie is de Mol? met het uitzenden van het praatprogramma Moltalk. Hierin schuiven elke week oud-kandidaten en andere gasten aan om de afleveringen van het huidige seizoen te bespreken. De eerste drie seizoenen werd het programma uitgezonden via internet; eerst via YouTube, daarna via npo.nl. Vanaf het vierde seizoen wordt Moltalk op de televisie uitgezonden. Zie ook spin-offs.
In 2008 en 2014 werd Wie is de Mol? Junior uitgezonden, met onbekende kinderen tussen de 12 en de 14 jaar. Het werd geleid door respectievelijk Sipke Jan Bousema en Art Rooijakkers. Rooijakkers presenteerde destijds ook de volwassen versie. Zie ook spin-offs.
De best bekeken aflevering ooit is aflevering 7 van seizoen 21 (ruim 4,4 miljoen kijkers inclusief uitgesteld kijken). In 2022 werd het Nederlandse seizoen voor het eerst uitgezonden op de Belgische televisie via Play5 onder de naam De Mol NL. De Mol werd ruim 20 jaar lang geregisseerd door Rick McCullough. Op 6 januari 2024 werd bekend dat seizoen 24 zijn laatste was.
In 2020 en 2025 werd naast het reguliere seizoen een extra jubileumseizoen uitgezonden in het kader van het 20- en 25-jarig jubileum van het programma.

### Prijzen
- In 2013 won Wie is de Mol? de Gouden Televizier-ring voor het 13e seizoen, met 49% van de stemmen. Daarmee troefde het Flikken Maastricht en Divorce af. Er gingen meerdere nominaties aan vooraf: het programma was eerder genomineerd in 2001, 2002, 2009, 2010, 2011 en 2012.
- In Nederland kreeg Wie is de Mol? in 2001 een Gouden Beeld voor het beste amusementsprogramma.
- In december 2008 werd het programma bij een verkiezing van het blad Avrobode gekozen tot beste AVRO-programma van de afgelopen vijftig jaar.[5]
- Op 2 maart 2015 won Wie is de Mol? een van de tv-beelden, de televisievakprijs, in de categorie 'beste amusement'. In 2016 werd het programma nogmaals genomineerd, in dezelfde categorie. De prijs ging dat jaar naar De Kwis.
- In 2016, 2017, 2018 en 2019 won Wie is de Mol? de Zapplive Award voor het beste tv-programma. Dit is een tv-prijs die sinds 2016 door kinderen wordt uitgereikt tijdens het programma Zapplive. In 2020 werden ze onttroond door Chateau Meiland.

## Format
Het spel wordt door tien kandidaten gespeeld. Deze kandidaten reizen naar het buitenland, waar zij opdrachten uitvoeren waarmee zij geld kunnen verdienen voor de pot. Een van de kandidaten, de Mol, probeert de opdrachten in het geheim te saboteren, zodat er geld uit de pot gaat of helemaal geen geld in de pot komt. De overige kandidaten proberen te achterhalen wie deze bedrieger is. Ook de kijkers kunnen hieraan meedoen. Hiervoor worden in het programma verhulde aanwijzingen gegeven die kunnen leiden naar de identiteit van de Mol. Bovendien hebben sinds seizoen 11 de afleveringen titels die verwijzen naar de identiteit van de Mol. Ook op de site van het programma worden hiertoe hints gegeven over de Mol. 
De Mol wordt voorafgaand aan de opnames in het diepste geheim gekozen door de redactie. Dit gebeurt aan de hand van zogenaamde "mollicitaties" die de kandidaten op een geheime locatie krijgen. Hierin dienen de kandidaten aan te geven of ze wel of niet de Mol willen zijn en waarom ze de Mol zouden willen zijn. Een van de kandidaten krijgt na afloop hiervan te horen dat hij/zij de Mol zal zijn. De Mol wordt van tevoren geïnformeerd over de opdrachten die uitgevoerd worden tijdens het programma, zodat hij/zij de sabotageacties in het geheim kan voorbereiden, dit kan zelfs thuis al worden gedaan in de weken voorafgaand aan de opnames Een uitzondering hierop was de Mol van seizoen 25 (Stijn de Vries) die op locatie moest worden gebrieft over de te spelen opdrachten. De Mol kan ook niet worden geëlimineerd bij de eliminatie en haalt dus sowieso de finale.
Elke aflevering worden er enkele (doorgaans drie) opdrachten gespeeld. Hierna maken de kandidaten via een laptop een test van twintig (tijdens de streaming-editie in 2024 vijftien) multiple-choice vragen over de identiteit en het gedrag van de Mol. Na deze test volgt de "eliminatie (t/m 2022 executie)", waarbij de kandidaten een groen of een rood scherm te zien krijgen. Het rode scherm wordt vertoond aan de kandidaat die de minste testvragen juist heeft beantwoord of, bij gelijk aantal correcte vragen, de kandidaat die de test het minst snel heeft ingevuld. Deze kandidaat moet het spel verlaten.
Op het moment dat er drie kandidaten overgebleven zijn, wordt de finale gespeeld. In de finale zijn er doorgaans minder opdrachten waarbij geld voor de pot te verdienen is. Aan het einde van de finale maken de finalisten een finaletest, die in tegenstelling tot de reguliere testen veertig vragen bevat (tijdens de streaming-editie in 2024 dertig). Deze test gaat over het hele seizoen. Degene die de meeste vragen goed weet te beantwoorden, wint het spel. Bij een gelijk aantal goede antwoorden wint degene die de test het snelst heeft ingevuld. Deze kandidaat wint de inhoud van de pot. Dit wordt bekendgemaakt in de laatste aflevering (de reünie) die een week na de finale wordt uitgezonden. Hierin wordt ook bekendgemaakt wie de Mol was en hoe deze de opdrachten heeft gesaboteerd (molacties). Daarnaast wordt in deze aflevering bekendgemaakt welke geheime aanwijzingen er werden gegeven aan de kijkers, zodat ook zij kunnen zien hoe zij de Mol hadden kunnen ontmaskeren.

### Terugkerende spelelementen
- Vrijstelling: In het eerste seizoen werd de vrijstelling geïntroduceerd. Als een kandidaat een vrijstelling inzet, is deze kandidaat automatisch door naar de volgende aflevering, ongeacht de uitkomst van de test.
- Joker: In het zesde seizoen werd de joker geïntroduceerd. Als een kandidaat tijdens de test een joker inzet, wordt een fout beantwoorde vraag goed gerekend.
- Zwarte vrijstelling: In het veertiende seizoen werd de zwarte vrijstelling geïntroduceerd. Als een kandidaat een zwarte vrijstelling inzet bij de test, worden alle ingezette jokers en reguliere vrijstellingen ongedaan gemaakt. Voor de kandidaten wordt dit tijdens de daaropvolgende eliminatie bekendgemaakt. De kijker krijgt dit bij de test al te zien.
- Witte vrijstelling (finalevrijstelling): In aanloop naar de finale is er soms een witte vrijstelling te verdienen. Deze kan een kandidaat inzetten in de laatste test voor de finale (doorgaans afl. 8) om zich daar automatisch voor te plaatsen. Soms komt de witte vrijstelling echter reeds een aflevering eerder in het spel waardoor er nog één eliminatie overleefd moet worden voordat de witte vrijstelling gebruikt kan worden. In het dertiende seizoen viel Daniël Boissevain in dit stadium af met de witte vrijstelling op zak.

Al deze troeven zijn te verdienen tijdens de opdrachten al dan niet ten koste van het te verdienen geld.

### Afwijkingen van het format
In enkele seizoenen werd er afgeweken van het hiervoor genoemde format.
- In seizoen 3 en seizoen 22 werd het spel gespeeld met elf kandidaten.
- Viermaal vielen er twee kandidaten af tijdens dezelfde executie. Dit overkwam Gijs Staverman en Jim de Groot in seizoen 5, aflevering 6; Rick Paul van Mulligen en Jamie Trenité in seizoen 19, aflevering 7; Ron Boszhard en Patrick Martens in het jubileumseizoen, aflevering 6 en Ben en Johan in aflevering 5 en 6 van de streamingeditie.
- In seizoen 7 en seizoen 20 werd de finale gespeeld met vier finalisten.
- Vijf kandidaten keerden terug nadat zij een rood scherm hadden gekregen. Dit betreft Gijs Staverman (seizoen 5), Richard Groenendijk (seizoen 6), Paul Rabbering (seizoen 7), Tim Haars (seizoen 13) en Babs Schutte (seizoen 24). Ron Boszhard (seizoen 18), Sarah Janneh (seizoen 23), Justin Mooijer (seizoen 24) en Jip van den Toorn (seizoen 24) kregen eveneens een kans om in een volgende aflevering terug te keren, maar daar slaagden ze niet in.
- Vijf kandidaten verlieten het spel zonder een rood scherm gezien te hebben. Dit betreft Roeland Fernhout (seizoen 5; wegens ziekte), Manuel Venderbos (seizoen 10, wegens ziekte), Janine Abbring (seizoen 13, wegens een ongeval bij een 11 meter hoge sprong in het water) en Jean-Marc van Tol (seizoen 18, wegens persoonlijke omstandigheden). Astrid (seizoen 4) kreeg een aanbod van Angela en verliet als enige vrijwillig het spel. Ze nam 7.000 euro mee naar huis en zorgde er zo voor dat deze test en executie niet doorging.
- In aflevering 5 van seizoen 24 keerde oud-Mol Dennis Weening terug. Hij was de Mol in seizoen 8, dat ook in Mexico werd opgenomen. Hij hielp de huidige Mol (Anna Gimbrère) met het laten mislukken van een opdracht door Molgeld in de papierversnipperaar te gooien.
- In seizoen 25 moesten de kandidaten ter plekke zelf de Mol kiezen. Iets soortgelijks gebeurde ook al eens in seizoen 9, waar oud-Mollen de Mol op locatie kozen en in de Belgische versie van het programma, waarbij de productie aan de hand van de eerste opdracht de Mol koos in seizoen 7 (2019).

## Presentatoren
Tot en met seizoen 5 presenteerde Angela Groothuizen het programma. Haar contract bij de AVRO werd echter niet verlengd, waarna de presentatie van het programma werd overgenomen door Karel van de Graaf. Na dit een seizoen gedaan te hebben wilde de AVRO hem niet meer voor dit spelprogramma gebruiken, omdat hij het gezicht van informatieve programma's diende te worden. Door Van de Graaf werd dit met succes aangevochten, waarna hij ook seizoen 7 mocht doen. Na twee seizoenen gepresenteerd te hebben, nam hij ontslag bij de AVRO en werd hij opgevolgd door Pieter Jan Hagens. Vanaf het twaalfde seizoen werd Hagens opgevolgd door Art Rooijakkers, die zelf seizoen 11 won. Hij stopte na het achttiende seizoen vanwege zijn overstap naar RTL 4 en werd opgevolgd door Rik van de Westelaken. Van de Westelaken won zelf het vijftiende seizoen. Hila Noorzai, kandidaat uit seizoen 22, presenteerde de streamingeditie van het programma die alleen op NPO Start werd uitgezonden.

## Overzicht van alle seizoenen
| Seizoen         | Tijdslot | Bestemming                 | Start seizoen    | Ontknoping (reünie) | De Mol                  | Winnaar                | Verliezend finalist                   | Gewonnen bedrag | Presentator           |
| --------------- | -------- | -------------------------- | ---------------- | ------------------- | ----------------------- | ---------------------- | ------------------------------------- | --------------- | --------------------- |
| 1               | vr 20.30 | Australië                  | 19 november 1999 | 21 januari 2000     | Deborah                 | Petra                  | Robin                                 | ƒ 82.500        | Angela Groothuizen    |
| 2               | vr 20.30 | Schotland                  | 5 januari 2001   | 2 maart 2001        | Nico                    | Sigrid                 | Yvonne                                | ƒ 70.000        | Angela Groothuizen    |
| 3               | vr 21.35 | Portugal                   | 8 februari 2002  | 19 april 2002       | George                  | John                   | Jantien                               | € 42.300        | Angela Groothuizen    |
| 4               | za 21.00 | Canada                     | 15 maart 2003    | 24 mei 2003         | Elise                   | Ron                    | Chandrika                             | € 35.550        | Angela Groothuizen    |
| 5               | vr 20.30 | Australië Indonesië (Bali) | 14 januari 2005  | 18 maart 2005       | Yvon Jaspers            | Marc-Marie Huijbregts  | Lottie Hellingman                     | € 23.000        | Angela Groothuizen    |
| 6               | vr 20.30 | Argentinië                 | 10 maart 2006    | 12 mei 2006         | Milouska Meulens        | Frédérique Huydts      | Roderick Veelo                        | € 24.475        | Karel van de Graaf    |
| 7               | do 20.30 | Thailand                   | 4 januari 2007   | 15 maart 2007       | Inge Ipenburg           | Paul Rabbering         | Renate Verbaan Eva van der Gucht      | € 17.300        | Karel van de Graaf    |
| 8               | do 20.30 | Mexico                     | 3 januari 2008   | 6 maart 2008        | Dennis Weening          | Edo Brunner            | Regina Romeijn                        | € 20.375        | Pieter Jan Hagens     |
| 9               | do 20.30 | Noord-Ierland Jordanië     | 8 januari 2009   | 12 maart 2009       | Jon van Eerd            | Vivienne van den Assem | Anniek Pheifer                        | € 22.650        | Pieter Jan Hagens     |
| 10              | do 20.30 | Japan                      | 7 januari 2010   | 25 maart 2010       | Kim Pieters             | Frits Sissing          | Sanne Vogel                           | € 21.950        | Pieter Jan Hagens     |
| 11              | do 20.30 | El Salvador Nicaragua      | 6 januari 2011   | 17 maart 2011       | Patrick Stoof           | Art Rooijakkers        | Soundos El Ahmadi                     | € 19.540        | Pieter Jan Hagens     |
| 12              | do 20.30 | IJsland Spanje (Andalusië) | 5 januari 2012   | 8 maart 2012        | Anne-Marie Jung         | Hadewych Minis         | Liesbeth Staats                       | € 12.601        | Art Rooijakkers       |
| 13              | do 20.30 | Zuid-Afrika                | 3 januari 2013   | 7 maart 2013        | Kees Tol                | Paulien Cornelisse     | Carolien Borgers                      | € 17.120        | Art Rooijakkers       |
| 14              | do 20.30 | Hongkong Filipijnen        | 2 januari 2014   | 20 maart 2014       | Susan Visser            | Sofie van den Enk      | Freek Bartels                         | € 16.700        | Art Rooijakkers       |
| 15              | do 20.30 | Sri Lanka                  | 1 januari 2015   | 5 maart 2015        | Margriet van der Linden | Rik van de Westelaken  | Marlijn Weerdenburg                   | € 10.500        | Art Rooijakkers       |
| 16              | za 20.30 | Dominicaanse Republiek     | 2 januari 2016   | 5 maart 2016        | Klaas van Kruistum      | Tim Hofman             | Annemieke Schollaardt                 | € 13.020        | Art Rooijakkers       |
| 17              | za 20.30 | Verenigde Staten (Oregon)  | 7 januari 2017   | 11 maart 2017       | Thomas Cammaert         | Sanne Wallis de Vries  | Jochem van Gelder                     | € 24.320        | Art Rooijakkers       |
| 18              | za 20.30 | Georgië                    | 6 januari 2018   | 10 maart 2018       | Jan Versteegh           | Ruben Hein             | Olcay Gulsen                          | € 17.750        | Art Rooijakkers       |
| 19              | za 20.30 | Colombia                   | 5 januari 2019   | 9 maart 2019        | Merel Westrik           | Sarah Chronis          | Niels Littooij                        | € 10.150        | Rik van de Westelaken |
| 20              | za 20.30 | China (Henan)              | 11 januari 2020  | 14 maart 2020       | Rob Dekay               | Buddy Vedder           | Miljuschka Witzenhausen Nathan Rutjes | € 13.400        | Rik van de Westelaken |
| Renaissance     | za 20.30 | Italië (Toscane)           | 5 september 2020 | 24 oktober 2020     | Jeroen Kijk in de Vegte | Nikkie de Jager        | Tygo Gernandt                         | € 12.580        | Rik van de Westelaken |
| 21              | za 20.30 | Tsjechië                   | 2 januari 2021   | 6 maart 2021        | Renée Fokker            | Rocky Hehakaija        | Charlotte Nijs                        | € 9.675         | Rik van de Westelaken |
| 22              | za 20.30 | Albanië                    | 1 januari 2022   | 5 maart 2022        | Everon Jackson Hooi     | Fresia Cousiño Arias   | Kim-Lian van der Meij                 | € 8.065         | Rik van de Westelaken |
| 23              | za 20.30 | Zuid-Afrika (West-Kaap)    | 7 januari 2023   | 11 maart 2023       | Jurre Geluk             | Daniël Verlaan         | Ranomi Kromowidjojo                   | € 11.650        | Rik van de Westelaken |
| 24              | za 20.30 | Mexico                     | 6 januari 2024   | 9 maart 2024        | Anna Gimbrère           | Fons Hendriks          | Rosario Mussendijk                    | € 8.585         | Rik van de Westelaken |
| Streamingeditie | vr 12.00 | Oman                       | 28 juni 2024     | 19 juli 2024        | Nyree                   | Emma                   | Jelmer                                | € 10.535        | Hila Noorzai          |
| 25              | za 20.30 | Cambodja                   | 4 januari 2025   | 8 maart 2025        | Stijn de Vries          | Roos Moggré            | Maaike Martens                        | € 8.055         | Rik van de Westelaken |
| Jubileumseizoen | za 20.30 | Portugal                   | 1 november 2025  | 20 december 2025    | n.n.b.                  | n.n.b.                 | n.n.b.                                | n.n.b.          | Rik van de Westelaken |

## Wie is de Mol? Experience (voorheen Molfandag)
Jaarlijks wordt na afloop van elk seizoen de zogeheten Molfandag georganiseerd door RealityNet (een organisatie die werkt rond tv-programma's als Wie is de Mol?, Expeditie Robinson en Peking Express), AVROTROS en IDTV. Liefhebbers van het programma kunnen elkaar, kandidaten, betrokkenen, producers en de presentator van het programma ontmoeten in een informele omgeving. De drie vaste onderdelen van elke Molfandag zijn de veiling, het vragenvuur en de Molquiz. Tijdens de veiling kunnen belangstellenden authentieke voorwerpen uit de serie kopen. De opbrengst gaat naar een goed doel. De bezoekers kunnen kandidaten uiteenlopende vragen stellen tijdens het vragenuur en de winnaar van de Molquiz mag de titel van "grootste Molkenner" dragen. Tot 2017 vond de Molfandag plaats in het stadsinformatiecentrum De Observant te Amersfoort. Sinds 2018 is de Molfandag bij AVROTROS in Hilversum. Sinds 2016 heet de Molfandag Wie is de Mol? Experience. In 2020 en 2021 was er geen Molfandag vanwege de coronapandemie die in 2020 uitbrak. De veiling ging deze jaren wel door. Deze werd deze jaren online gehouden, in 2020 op Realitynet en in 2021 op de site van Wie is de Mol? In 2022 vond de fandag zoals gewoonlijk weer plaats. In 2023 is er opnieuw geen Molfandag. Ook dat jaar werd de veiling online gehouden via de site van Wie is de Mol?. In 2024 keert de Molfandag weer terug in De Observant.

## Spin-offs
Van Wie is de Mol? zijn verschillende spin-offs gemaakt.

### Die is de Mol! (2007)
Voorafgaand aan seizoen 8 werd een 'voorprogramma' uitgezonden, genaamd Die is de Mol! In dit programma werden de kijkers getraind op het zoeken naar de Mol en werden de kandidaten alvast getest op hun 'molkwaliteiten'.

### Wie is de Mol? Junior (2008 en 2014)
Op 4 september 2007 maakte de AVRO bekend dat er ook een Wie is de Mol? Junior voor kinderen zou komen. De opnames hiervoor werden in de zomer van 2007 al afgerond en het programma werd door Sipke Jan Bousema gepresenteerd. De eerste serie startte 17 mei 2008. Er is weinig verschil met de 'grote' Wie is de Mol? Wat anders is, is dat er niet voor geld wordt gespeeld, maar voor 'vierduiten' (een oud-Hollandse munt) die de winnaar op het eind kan omwisselen voor prijzen. Bovendien speelt het programma zich niet af in het buitenland, maar in Zwolle. Op 13 augustus 2013 maakte de AVRO bekend dat er in 2014 weer een kinderversie van Wie is de Mol? zou komen. De inschrijving voor het tweede seizoen begon gelijk die dag. Dit tweede seizoen werd eveneens gepresenteerd door Art Rooijakkers, en speelde zich af in Maastricht en Zeeland. Vanaf dit seizoen wordt het spel net als bij de volwassenen om gewoon geld gespeeld. Dit geld kan de winnaar schenken aan de bescherming van een bedreigde diersoort.

### Moltalk (2013-heden)
Sinds januari 2013 verschijnt het programma Moltalk waarin het spelprogramma Wie is de Mol? wordt nabeschouwd door bekende Nederlanders; dit zijn vaak oud-deelnemers aan dit programma.

### Niets is wat het lijkt – Wie is de Mol? special (2013–2015)
Vanaf 2013 wordt er voorafgaand aan het nieuwe seizoen een speciale Wie is de Mol?-uitzending vertoond waarin wordt teruggeblikt op afgelopen seizoenen en vooruitgeblikt op het nieuwe seizoen. De nieuwe kandidaten stellen zich kort voor en vertellen hun tactieken, de oud-kandidaten en oud-Mollen vertellen over hun avontuur en doen een voorspelling over de nieuwe Mol. Elk jaar worden er nieuwe gasten gevraagd om te vertellen over een verschillend onderwerp. Zo wordt er verteld over bepaalde opdrachten, hoe het spel is veranderd, hoe je Wie is de Mol? meemaakt als presentator, hoe het is om als eerste Wie is de Mol? te moeten verlaten en meer. De laatste Niets is wat het lijkt – Wie is de Mol? special werd uitgezonden op 30 december 2015. Voor seizoen 17 werd dit vervangen door een speciale Moltalk: The Kickoff-uitzending.

### Wie is de Mol? Podcast (2019-heden)
Met ingang van het seizoen 2019 is er een officiële Wie is de Mol? Podcast, waarin Annemieke Schollaardt en Rik van de Westelaken napraten met afgevallen kandidaten en een kijkje achter de schermen geven. De eerste podcast is uitgebracht op 6 januari 2019. In seizoen 22 was Splinter Chabot de presentator van de podcast. Ook wordt het format en het moment van het uitkomen van de afleveringen gewijzigd. In de podcast onderzocht presentator Chabot alle deelnemers. Deze afleveringen kwamen voor de start van het seizoen online. In seizoen 23 werd de presentatie overgedragen aan Rik van de Westelaken. De podcast focust zich nu meer over de opnameplekken, en de geschiedenis van het land, naast het praten met de (afgevallen) kandidaten.

### Mollenstreken (2020-heden)
Na elke aflevering van seizoen 20 maakte Lavezzi Rutjes, de zoon van Nathan Rutjes, op Instagram een nabeschouwing. Vanaf bonusseizoen Renaissance maakt hij jaarlijks deze nabeschouwing onder de naam Mollenstreken voor NPO Zapp op de zondag na elke aflevering. Met deze nabeschouwing won hij in 2021 de Zapp-Award voor het beste jeugdprogramma.

### Niet de Mol (2022-heden)
Vanaf seizoen 2022 presenteert Splinter Chabot de videoserie Niet de Mol, waarin hij elke zaterdag een kandidaat interviewt die het spel vroegtijdig heeft moeten verlaten, behalve op zaterdagen dat er niemand afvalt. In dat geval wordt het niet uitgezonden. Sinds seizoen 2023 is deze serie ook te bekijken via NPO Start.

## Wie is de Mol?-app
Via de Wie is de Mol?-app kunnen kijkers kandidaten verdenken en hiermee punten scoren. Punten dienen elke aflevering opnieuw te worden ingezet. Als punten zijn ingezet op spelers die in het spel blijven (en dus mogelijk de Mol zijn), worden deze verdubbeld. Punten die zijn ingezet op de kandidaat die afvalt worden van de score afgetrokken. Na de finale worden alle punten die zijn ingezet op de Mol nogmaals verdubbeld (Molbonus). Sinds 2020 is het ook mogelijk om op maandag via de app een vraag uit de test te beantwoorden voor extra punten. Ook deze punten worden pas na de finale toegekend. Als alle punten op één kandidaat worden ingezet en deze valt af, dan gaan deze allemaal verloren en is men uit het spel. Men kan dan de resterende afleveringen niet meer meespelen. Het spel begint elk seizoen met 100 punten.
Deze app kan individueel worden gespeeld of met meerdere personen tegelijk in een poule.
In de app worden ook statistieken bijgehouden over de mate waarin kandidaten verdacht worden. Deze statistieken zijn ook terug te vinden op de site van Wie is de Mol? en zijn te zien tijdens Moltalk. Ook kan men via de app een Molvisie geven. De leukste Molvisies worden behandeld in Moltalk.
De app werd niet gebruikt tijdens de streamingeditie in 2024 omdat niet iedereen deze op hetzelfde moment keek.

## Audiodescriptie
Sinds het Renaissance-seizoen (20.2) wordt de serie voor blinden en slechtzienden in audiodescriptie aangeboden. Dit gebeurt middels een audiodescriptiestem in de Earcatch-app. Marlijn Weerdenburg sprak de stem in de seizoenen 20.2 t/m 22 in, evenals een live-audiodescriptie die sinds seizoen 24 tegelijk met de finale op NPO 1 Extra wordt uitgezonden. Ook de streamingeditie werd door Weerdenburg van audiodescriptie voorzien. Sinds seizoen 23 (m.u.v. de streamingeditie) spreekt Jeroen Kijk in de Vegte de audiodescriptiestem in.

## Molboekje
Sinds 2014 verschijnt voor elk nieuw seizoen een Molboekje voor de kijkers. Dit boekje is vanaf november direct na de bekendmaking van de kandidaten en het opnameland (m.u.v. seizoen 22, toen waren de kandidaten al in augustus bekend) in de winkel en online verkrijgbaar. Voorheen kon dit Molboekje enkel gewonnen worden met een puzzel uit de Avrobode. Hierin kunnen de kijkers aantekeningen maken over wat ze zien tijdens de uitzendingen. In het boekje staat tevens extra informatie over het programma, de opnamelocatie en de kandidaten. Verder staat er informatie in over de voorgaande seizoenen. Bij de streamingeditie in 2024 verscheen geen Molboekje. 
Ook de kandidaten krijgen elk seizoen een Molboekje waarin ze aantekeningen kunnen maken tijdens de opnames. Deze boekjes worden soms ingezet bij opdrachten en gebruikt tijdens de test.

## Trivia
- De muziek in de leader is een deel van het nummer Oratio van het album Preces Meae van de Franse zanger Ugo Farell. Dit stuk werd in aflevering 7 van seizoen 24 live gespeeld door een Mexicaans strijkorkest tijdens de eerste opdracht van deze aflevering.
- De "vorige- en volgende week muziek" komt uit het nummer 'Spiderbots' van Marco Beltrami, afkomstig van de soundtrack van de film I, Robot.
- De muziek die na de executie wordt gebruikt, is het nummer 'New York City' uit de film "The Bone Collector".
- In het logo van het programma is een vingerafdruk verwerkt als symbool voor de zoektocht naar de Mol.
- In de seizoenen 12 en 21 stonden er enkel vrouwen in de finale. In seizoen 12 waren dit Anne-Marie Jung (Mol), Hadewych Minis (winnaar) en Liesbeth Staats (verliezend finalist) en in seizoen 21 waren dit Renée Fokker (Mol), Charlotte Nijs (verliezend finalist) en Rocky Hehakaija (winnaar). Een finale met enkel mannen is nog niet voorgekomen. In De Mol België gebeurde dit daarentegen twee keer en is een finale met enkel vrouwen juist nooit voorgekomen.
- Op 29 januari 2015 werd Wie is de Mol? niet uitgezonden, omdat iemand met een pistool de studio's van de NOS in Hilversum was binnengedrongen. Hierdoor waren er geen uitzendingen mogelijk op NPO 1, 2 en 3. Deze aflevering is een dag later alsnog uitgezonden.
- Van 2015 t/m 2019 en vanaf 2023 wordt de finale rechtstreeks uitgezonden. Van 2015 t/m 2020 en in 2024 werd dit gedaan vanuit het VondelCS in het Amsterdamse Vondelpark. In 2021 werd de finale uitgezonden vanuit de Westergasfabriek, in 2022 vanuit de Rode Hoed en in 2023 vanuit Paleis Soestdijk. De finale van 2025 werd uitgezonden vanuit De Hallen en was alleen toegankelijk voor leden van AVROTROS.[15] Voorheen werd de finale uitgezonden vanuit Kasteel Keukenhof in Lisse. Sinds 2018 is het ook mogelijk de finale te bekijken in bioscopen in het hele land.
- In 2020 en 2021 moest de finale noodgedwongen zonder publiek worden uitgezonden vanwege de coronapandemie die in 2020 uitbrak. Ook was het in deze jaren niet mogelijk om de finale in bioscopen te bekijken, Nederland was beide jaren tijdens de finale in lockdown met als gevolg dat alle bioscopen op dat moment gesloten waren. Deze finales werden tevens niet live uitgezonden, maar van tevoren opgenomen. Ook de finale van de streamingeditie in 2024 werd van tevoren opgenomen en zonder publiek uitgezonden.
- De aflevering van 16 januari 2021 was het Meest uitgesteld bekeken programma in 2021 (binnen 6 dagen na de uitzenddag) van de Nederlandse televisie.[1]
- Drie presentatoren namen eerder zelf deel aan het programma. 
  - Art Rooijakkers (2012-2018) won het programma in 2011.
  - Rik van de Westelaken (2019-heden) won het programma in 2015.
  - Hila Noorzai (streamingeditie 2024) was de vijfde afvaller in 2022.
- In 2013 moest Janine Abbring in aflevering 3 al het spel verlaten. Niet omdat ze een rood scherm kreeg, maar omdat ze tijdens een opdracht haar rug brak. Abbring zat op het goede spoor: ze verdacht de uiteindelijk ontmaskerde Mol Kees Tol. Winnares Paulien Cornelisse gaf de helft van de pot aan Janine Abbring.[16]
- Fans van het programma worden 'molloten' genoemd. In 2022 werd dit woord toegevoegd aan de Van Dale in druk (in april 2017 werd het woord digitaal opgenomen in Van Dale Online).[17][18]
- Mol Stijn de Vries (2025) zorgde met € 8.055,- voor de laagste pot ooit. Hiermee versloeg hij Everon Jackson Hooi (2022) met €8.065,-.
- Loeki de Leeuw ziet in een van zijn comebackfilmpjes uit 2021 een tv-scherm met de leader van Wie is de Leeuw?[19] Dit filmpje was tevens te zien op 29 december 2022 om 20:30 uur. Ook tijdens seizoen 24 is dit filmpje weer te zien.
- In seizoen 24 was Anna Gimbrère de Mol. Zowel Rosario Mussendijk als Fons Hendriks verdachten haar. Maar omdat Fons in de finaletest 35 vragen goed had en Rosario 32 was Fons de winnaar. Hij besloot de pot te delen met Rosario en zijn deel te schenken aan Free Press Unlimited, een organisatie die zich inzet om onafhankelijk nieuws en informatie beschikbaar te maken voor iedereen.[20]

## Wie is de Mol? buiten Nederland

### België
Het format van Wie is de Mol? werd bedacht en geproduceerd door het Belgische televisiebedrijf Woestijnvis. De eerste drie seizoenen werden tussen 1998 en 2003 uitgezonden door de VRT. Na een lange tussenstop wordt De Mol sinds 2016 weer jaarlijks uitgezonden door Play4 (voorheen VIER). Sinds 2018 kent ook dit programma een nabeschouwing die na het programma wordt uitgezonden, dit heet Café de Mol. De Belgische versie van De Mol wordt gespeeld door onbekende Vlamingen (in tegenstelling tot de Nederlandse versie). In België wordt het programma uitgezonden in de maanden maart t/m mei. Het programma en de nabeschouwing zijn via de site van Play4 en NPO Start ook te zien in Nederland.

### Andere landen
De Mol is wereldwijd voor ongeveer dertig landen geproduceerd. De Amerikaanse variant op het programma, The Mole, telt vijf seizoenen, waarvan drie seizoenen met onbekende en twee seizoenen met bekende Amerikanen zijn gemaakt, met als filmlocaties onder andere Hawaï. Het laatste seizoen was in 2008. Andere namen voor het concept zijn Agent in Polen, O Sabotador in Portugal, Mullvaden in Zweden, Wer ist der Maulwurf en vanaf 2020 The Mole in Duitsland, La Talpa in Italië, El Traidor en El Topo in Spanje en The Mole in Groot-Brittannië, de VS en Australië. Op Netflix verscheen in 2022 een eigen versie onder de titel The Mole. Deze begon op 7 oktober.